# About Being Alone (album)
About Being Alone – debiutancki album Josefa Hedingera wydany 27 kwietnia 2009 roku nakładem wytwórni Warner Music w Polsce oraz Indonezji.
Płyta zawiera 12 autorskich utworów Josefa Hedingera. Materiał był nagrywany w całości w Stanach Zjednoczonych w studiach: Great Dane Studios (Fort Smith, Arkansas, USA), The Dub Room (Los Angeles, Kalifornia, USA) i  Track Records (Los Angeles, Kalifornia, USA). Mix utworów na płycie powstał w studiu w Warszawie. 
Josef Hedinger jest kompozytorem, autorem tekstów i producentem lub współproducentem wszystkich utworów na płycie.
Przez recenzentów płyta zdefiniowana została jako muzyczna mieszanka lirycznych popowych i nastrojowych ballad z utworami w stylu R&B, disco, soulu i hip-hopu.

## Historia powstania oraz wydania albumu
Kompozycje i nagrania do albumu powstawały na przestrzeni kilku lat od roku 2007 do roku 2009. W październiku 2008 roku tancerz Jakub Mędrzycki wykorzystał utwór About Being Alone w jednym z odcinków telewizyjnego show; You Can Dance na antenie telewizji TVN. Piosenka zyskiwała coraz większą popularność osiągając pierwsze miejsca na ogólnopolskich listach przebojów m.in. Radia Zet i Radia Eska. Sukces utworu i współpraca z polskim promotorem Markiem Janotą, sprawiły, że Josef Hedinger odwiedził Polskę w celach promocyjnych po raz pierwszy w październiku 2008 roku. Podczas tego pobytu Hedinger m.in. wystąpił na żywo w programie Dzień dobry TVN telewizji TVN, zasiadł jako gość na widowni show You Can Dance oraz rozpoczął pierwsze negocjacje z wytwórniami w sprawie wydania płyty. 
W kwietniu 2009 roku Josef Hedinger podpisał kontrakt płytowy z wytwórnią Warner Music, odwiedził także Polskę po raz drugi by dokończyć prace nad debiutanckim krążkiem oraz wziąć udział w licznych aktywnościach promocyjnych. Na materiał muzyczny na płycie ostatecznie złożyło się 12 debiutanckich piosenek Hedingera. Działania promocyjne wokół premiery płyty objęły m.in. realizację teledysku do tytułowego utworu About Being Alone, wizytę Josefa Hedingera w Dzień dobry TVN oraz występ na żywo na Eska Music Awards 2009 w Łodzi. Krążek miał swoją premierę 27 kwietnia 2009 roku. W sierpniu 2009 roku, Josef Hedinger w ramach promocji płyty wziął udział w 46. Międzynarodowym Sopot Festival 2009. 
18 listopada 2009 nakładem Warner Music Indonesia płyta About Being Alone została wydana w Indonezji.

## Lista utworów

### About Being Alone[6][17]
1. Stiletto – Muzyka/Słowa – Josef Hedinger
2. Closer To You – Muzyka/Słowa – Josef Hedinger
3. One Wish Us – Muzyka/Słowa – Josef Hedinger
4. About Being Alone – Muzyka/Słowa – Josef Hedinger
5. Have No Fear – Muzyka/Słowa – Josef Hedinger
6. Let me Be Yours – Muzyka/Słowa – Josef Hedinger
7. Fix It Yourself – Muzyka/Słowa – Josef Hedinger
8. As Long As You're Here – Muzyka/Słowa – Josef Hedinger
9. Here Is Your Space – Muzyka/Słowa – Josef Hedinger
10. Let It Go – Muzyka/Słowa – Josef Hedinger
11. Front Door – Muzyka/Słowa – Josef Hedinger
12. Make Me Do – Muzyka/Słowa – Josef Hedinger

## Single
| Rok  | Tytuł               | Najwyższe pozycje na listach | Najwyższe pozycje na listach | Najwyższe pozycje na listach | Najwyższe pozycje na listach | Najwyższe pozycje na listach |
| Rok  | Tytuł               | RMF MAXX                     | Zet                          | Eska                         | Plus                         | Radio Zachód                 |
| ---- | ------------------- | ---------------------------- | ---------------------------- | ---------------------------- | ---------------------------- | ---------------------------- |
| 2008 | „About Being Alone” | –                            | 1                            | 1                            | –                            | –                            |
| 2009 | „Let me be yours”   | –                            | –                            | –                            | N                            | –                            |
| 2009 | „One wish us”       | 6                            | –                            | 8                            | –                            | –                            |

## Teledyski
| Tytuł               | Rok  | Reżyseria        | Album             | Źródło |
| ------------------- | ---- | ---------------- | ----------------- | ------ |
| „About Being Alone” | 2009 | Mariusz Lisiecki | About Being Alone | [ 30 ] |

## Muzycy i realizatorzy[6]
Wokalistą, producentem i kompozytorem we wszystkich utworach na płycie jest Josef Hedinger (włącznie z partią rapu w utworze As Long As You're Here jako The Great Dane). Autorami mixów na płycie są: Josef Hedinger i Slavo Janowski (12 utworów) oraz Isaac Hedinger (10 utworów). Inżynierowie dźwięku i realizatorzy nagrań to: Ryan Pate (1 utwór), Josef Hedinger (8 utworów) i Isaac Hedinger (3 utwory).
Wokal: Josef Hedinger
Rap: The Great Dane (Josef Hedinger)
Muzycy:
- Josef Hedinger - keyboard, pianino
- Lee Atkinson - gitara
- Mark Baylon - gitara basowa
- Shane Bailey - perkusja
- Isaac Hedinger - gitara

## Odbiór

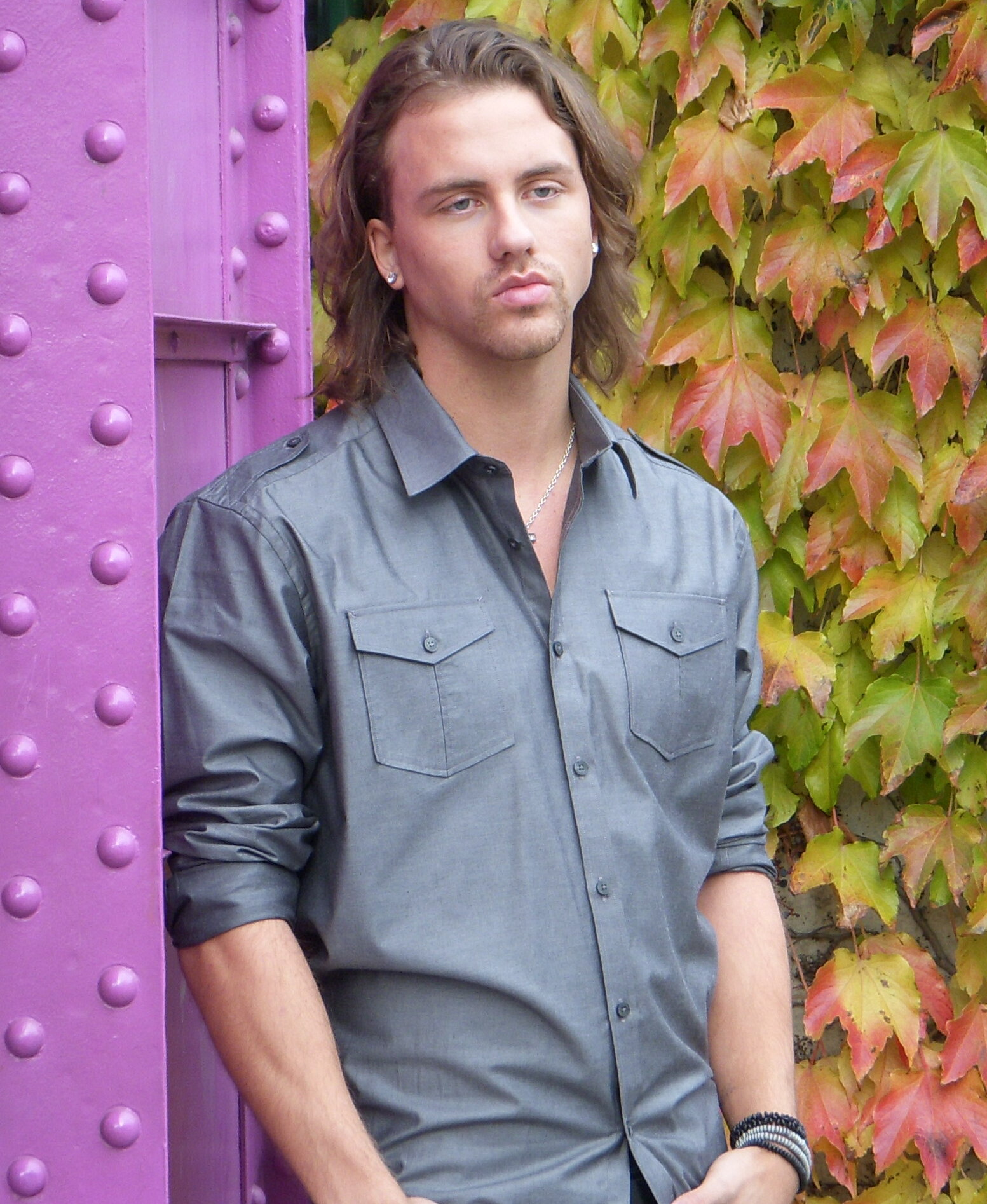
Josef Hedinger - autor i wykonawca albumu About Being Alone

Płyta spotkała się w przeważającej mierze z pozytywnym lub bardzo pozytywnym odbiorem krytyków muzycznych. Magazyn Tele Tydzień określił krążek jako „piorunującą mieszankę przebojowej, nowoczesnej muzyki pop - doskonałej zarówno do tańca jak i do wieczornego relaksu” utwory opisując jako „nowoczesne, ale napisane z klasą i maestrią starego mistrza”, całej płycie nadając miano „znakomitej”. W podobnym tonie wypowiadał się także Aleksander Rogoziński, recenzent magazynu Party zwracając uwagę, że na płycie „kilka wzruszających ballad sąsiaduje z zakręconymi kawałkami z pogranicza disco i r'n'b”. Wokal Josefa Hedingera recenzent porównał do wokalu brytyjskiego artysty Miki. Według recenzenta na szczególną uwagę na płycie zasługuje otwierający numer Stiletto, a piosenka ma szansę stać się „jednym z największych hitów”. Na Stiletto zwrócił też uwagę recenzent magazynu Popcorn określając piosenkę mianem „potencjalnego hitu”. Recenzentka Ola Siewko z magazynu Cogito podkresliła „talent i potencjał” Josefa Hedingera, a płytę opisała jako mieszankę „nastrojowych, soulowych ballad z piosenkami z elementami R&B i hip-hopu”.  W recenzji magazynu Na Żywo głos Josefa Hedingera opisano jako „anielski”, zwrócono także uwagę na zdolności artysty do aranżacji utworów. Magazyn Empiku Tom'Kultury utwory na płycie określił jako „nastrojowe ballady” oraz „muzyczne eksperymenty”. W recenzji magazynu Twój Styl płytę nazwano „hitem samotności”, styl płyty zdefiniowano jako „pogranicze soulu, popu i r'n'b” podkreślono multiinstrumentalizm Josefa Hedingera oraz fakt, że sam skomponował i napisał teksty do wszystkich utworów. Magazyn sugerował, że Josefa Hedingera dzięki płycie About Being Alone można nazwać muzycznym „odkryciem”. Recenzent czasopisma Bravo zwrócił uwagę, że Josef Hedinger gra na fortepianie i śpiewa od 11. roku życia.
W nieco innym tonie płytę zrecenzował krytyk Gazety Wyborczej i dziennika Metro - Wojciech Krzyżaniak. Według W. Krzyżaniaka płyta „nie powala”, choć jak zaznaczył „nie można jej odmówić pewnego uroku”. Album recenzent określił mianem płyty z „bardzo przyjemnymi popowymi balladami”. Recenzent podkreślił też „wielki talent i jeszcze większe możliwości” Josefa Hedingera, jednak autor „zdziwiłby się, gdyby właśnie płytą About Being Alone udało mu się wedrzeć na szczyt”. Magazyn Dziewczyna ocenił płytę na 3 z 5. możliwych gwiazdek, co redakcja określiła jako „spoko” płytę. Magazyn Bravo Girl opisał płytę jako zbiór „lirycznych ballad dla wiecznych romantyczek” umieszczając jednak album w zestawieniu TOP polecanych płyt na 2. miejscu.